# Ханкали
Ханкали — покинутый аул в Шаройском районе Чеченской Республики.

## География
Расположен на правом берегу реки Бутти, к северо-востоку от районного центра Химой.
Ближайшие населённые пункты и развалины бывших аулов: на северо-западе — сёла Кири и Кенсо, на северо-востоке — село Хиндой (Чеберлоевский район), на юго-западе — бывшие аулы Гайдхе, Инубах и село Кенхи, на юго-востоке — бывшие аулы Ачилатлы и Кабардатлы.